# Erótica de monstruos

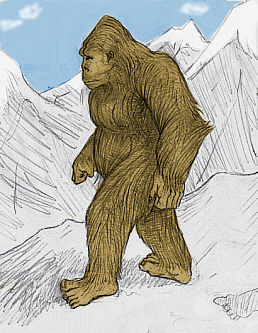
Pie Grande es un tema popular de la erótica de monstruos.

La erótica de monstruos, también conocida como porno de monstruos o erotismo criptozoológico, es un subgénero del terror erótico que incluye encuentros sexuales entre humanos y monstruos.

## Temática
Los monstruos que aparecen en estas obras incluyen dinosaurios (erótica de dinosaurios), extraterrestres y seres folclóricos, míticos y legendarios como yetis, minotauros y duendes. Algunos de los títulos típicos del género son Cum For Bigfoot, Frankenstein's Bitch, Milked by the Aliens o Taken by the T-Rex.
Los escritores de novelas eróticas de monstruos argumentan que el sexo con monstruos es diferente del sexo con animales en cuanto a que los monstruos son presentados como seres inteligentes y que tienen control sobre el encuentro. Sin embargo, las novelas eróticas de monstruos suelen incluir sexo sin consentimiento, al menos en lo que respecta a los participantes humanos.
En el anime y el manga, la erótica o el romance de monstruos son un poco más habituales (por ejemplo, en títulos como Monster Musume o Kobayashi-san Chi no Maid Dragon), y la relación puede representarse de forma más claramente consensual.

## Historia
Los expertos han identificado elementos eróticos en novelas de terror con personajes monstruosos desde Carmilla (1872), de Sheridan Le Fanu, y Drácula (1897), de Bram Stoker. Las películas de ciencia ficción en ocasiones tratan sobre monstruos y sexualidad, como en Me casé con un monstruo del espacio exterior (1958). Sin embargo, la novela erótica de monstruos es un género más reciente que encontró su público en Internet a partir de 2010. La mayoría de las novelas eróticas de monstruos son autopublicadas. En 2013, ninguna de las editoriales contactadas por Business Insider para un artículo sobre el género respondió cuando se les preguntó si les habían ofrecido obras de este tipo.
El género de la erótica de monstruos atrajo la atención del público en la década de 2010 debido a la sorprendente popularidad que obtuvieron estas novelas en las tiendas de libros electrónicos en inglés. A raíz de una serie de informaciones aparecidas en los medios de comunicación del Reino Unido en 2013 sobre la fácil disponibilidad de libros electrónicos autopublicados con representaciones de violación, incesto y zoofilia, los principales minoristas de libros electrónicos, como Amazon.com, retiraron de sus sitios web un gran número de libros eróticos autopublicados, entre ellos muchas novelas eróticas de monstruos.
El género volvió a llamar la atención pública cuando Denver Riggleman fue elegido miembro de la Cámara de Representantes de Estados Unidos por el 5to distrito congresional de Virginia en 2018. Su oponente le acusó de ser un "devoto de la erótica de Pie Grande", algo que él negó.